# Шерман (округ, Орегон)
Округ Шерман (англ. Sherman County) располагается в штате Орегон, США. Официально образован 25 февраля 1889 года. По состоянию на 2010 год, численность населения составляла 1765 человека.

## География
По данным Бюро переписи США, общая площадь округа равняется 2152,292 км2, из которых 2131,572 км2 суша и 8,000 км2 или 0,960 % это водоёмы.

## Население
По данным переписи населения 2000 года в округе проживает 1 934 жителей в составе 797 домашних хозяйств и 545 семей. Плотность населения составляет 1,00 человек на км2. На территории округа насчитывается 935 жилых строений, при плотности застройки менее 1,00-го строения на км2. Расовый состав населения: белые — 93,59 %, афроамериканцы — 0,21 %, коренные американцы (индейцы) — 1,40 %, азиаты — 0,47 %, гавайцы — 0,00 %, представители других рас — 2,79 %, представители двух или более рас — 1,55 %. Испаноязычные составляли 4,86 % населения независимо от расы.
В составе 29,90 % из общего числа домашних хозяйств проживают дети в возрасте до 18 лет, 58,50 % домашних хозяйств представляют собой супружеские пары проживающие вместе, 6,50 % домашних хозяйств представляют собой одиноких женщин без супруга, 31,50 % домашних хозяйств не имеют отношения к семьям, 28,70 % домашних хозяйств состоят из одного человека, 14,10 % домашних хозяйств состоят из престарелых (65 лет и старше), проживающих в одиночестве. Средний размер домашнего хозяйства составляет 2,43 человека, и средний размер семьи 2,97 человека.
Возрастной состав округа: 26,40 % моложе 18 лет, 5,80 % от 18 до 24, 23,40 % от 25 до 44, 26,10 % от 45 до 64 и 26,10 % от 65 и старше. Средний возраст жителя округа 42 лет. На каждые 100 женщин приходится 102,90 мужчин. На каждые 100 женщин старше 18 лет приходится 105,00 мужчин.
Средний доход на домохозяйство в округе составлял 35 142 USD, на семью — 42 563 USD. Среднестатистический заработок мужчины был 31 207 USD против 21 579 USD для женщины. Доход на душу населения составлял 17 448 USD. Около 12,30 % семей и 14,60 % общего населения находились ниже черты бедности, в том числе — 20,20 % молодежи (тех, кому ещё не исполнилось 18 лет) и 7,70 % тех, кому было уже больше 65 лет.